# Kim Oliver
Pour les articles homonymes, voir Oliver.
Kim (Kimberley) Oliver est une joueuse internationale anglaise de rugby à XV, née le 1er septembre 1983, de 1,65 m pour 74 kg, occupant le poste de trois quart centre (no 12). Elle a notamment joué avec le club de Clifton.

## Palmarès
- 43 sélections en Équipe d'Angleterre de rugby à XV féminin entre 2005 et 2013.